# Silvester Takač
Silvester Takač (magyarul: Takács Szilveszter; Sajkásgyörgye, 1940. november 8. –) olimpiai bajnok vajdasági magyar labdarúgócsatár, edző.

## Pályafutása

### Klubcsapatban
Takács Szilveszter egy kilencgyermekes család gyermekeként született Sajkásgyörgyén. Édesapja 1942-ben hunyt el a újvidéki vérengzés néven elhíresült tömeggyilkosságok következtében. Öt éves volt amikor családja Újvidékre költözött. Itt fejezte be az általánost, majd szabó szakmát tanult.
A labdarúgás iránt is érdeklődést mutatott, még általános iskolás korában került a Vojvodinához. 1958-ban került fel a felnőtt csapathoz, addigra már az utánpótlás csapat kapitánya volt. A Vojvodina első csapatában 426 hivatalos mérkőzést játszott és 245 gólt szerzett, az az 1965-66-os szezonban pedig tagja volt a klub első bajnokcsapatának. A következő évadban negyeddöntőig jutottak a Bajnokcsapatok Európa-kupájában, majd Takács a francia Stade Rennaishez igazolt.

1969-ig 85 mérkőzést játszott és 37 gólt ért el a csapatban. 1969 és 1974 között a belga Standard de Liège játékosa volt. Kétszer nyerte meg csapatával a belga bajnokságot, miközben öt góljával az 1971–1972-es bajnokcsapatok Európa-kupája sorozat gólkirálya lett, két másik labdarúgóval holtversenyben. A Sepp Herberger labdarúgó-iskolában még pályafutása alatt edzői oklevelet szerzett, így visszavonulását követően edző lett.

### A válogatottban
1960. április 10- én debütált a jugoszláv válogatottban. A nemzeti csapatban összesen 15 mérkőzést ért el, 2 gólt szerzett és tagja volt az 1960-ban olimpiai bajnok csapatnak.

## Statisztika
| Szezon   | Кlub              | Ország      | Pályára lépés | Gól |
| -------- | ----------------- | ----------- | ------------- | --- |
| 1958–59  | Vojvodina         | Jugoszlávia | 10            | 4   |
| 1959–60  | Vojvodina         | Jugoszlávia | 19            | 8   |
| 1960–61. | Vojvodina         | Jugoszlávia | 20            | 3   |
| 1961–62  | Vojvodina         | Jugoszlávia | 20            | 5   |
| 1962–63  | Vojvodina         | Jugoszlávia | 24            | 10  |
| 1963–64  | Vojvodina         | Jugoszlávia | 18            | 5   |
| 1964–65  | Vojvodina         | Jugoszlávia | 26            | 5   |
| 1965–66  | Vojvodina         | Jugoszlávia | 30            | 13  |
| 1966–67  | Vojvodina         | Jugoszlávia | 15            | 9   |
| 1966–67  | Stade Rennais     | FRA         | 18            | 9   |
| 1967–68  | Stade Rennais     | FRA         | 35            | 15  |
| 1968–69  | Stade Rennais     | FRA         | 32            | 13  |
| 1969–70  | Standard de Liège | BEL         | 30            | 12  |
| 1970–71  | Standard de Liège | BEL         | 23            | 9   |
| 1971–72  | Standard de Liège | BEL         | 25            | 12  |
| 1972–73  | Standard de Liège | BEL         | 25            | 8   |
| 1973–74  | Standard de Liège | BEL         | 8             | 3   |
| Összesen | Összesen          | Összesen    | 378           | 143 |